# Gojage, Belgaum
Gojage là một làng thuộc tehsil Belgaum, huyện Belgaum, bang Karnataka, Ấn Độ.